# Десант на Дрвар (филм из 1951)
Десант на Дрвар је југословенски документарни филм из 1951. године.